# Hangar 15 Bicycles
L'equip Hangar 15 Bicycles, conegut anteriorment com a Canyon Bicycles, (codi UCI: CYN) és un equip ciclista professional dels Estats Units de categoria Continental. Fundat el 1994, va passar al professionalisme al 2017.

## Principals victòries
- Gran Premi ciclista de Saguenay: Steve Fisher (2017)

### Grans Voltes
- Tour de França
  - 0 participacions

- Giro d'Itàlia
  - 0 participacions

- Volta a Espanya
  - 0 participacions

## Classificacions UCI
L'equip participa en les proves dels circuits continentals i principalment en les curses del calendari de l'UCI Amèrica Tour. Aquesta taula presenta les classificacions de l'equip als circuits, així com el seu millor corredor en la classificació individual.
UCI Amèrica Tour
| Temporada | Classificació per equips | Millor ciclista en la classificació individual |
| --------- | ------------------------ | ---------------------------------------------- |
| 2017      | 21è                      | Steve Fisher (71è)                             |

UCI Àsia Tour
| Temporada | Classificació per equips | Millor ciclista en la classificació individual |
| --------- | ------------------------ | ---------------------------------------------- |
| 2017      | 21è                      | Francisco Mancebo (83è)                        |